# Laurent Blanc
Laurent Robert Blanc (n. 19 noiembrie 1965, Alès, Languedoc, Franța) este un fotbalist francez retras din activitate, care a jucat pe post de fundaș central la echipe ca Montpellier, Inter Milano și Manchester United. Pe plan internațional, are prezențe la națională pentru Franța. După încheierea carierei, a devenit antrenor, și antrenează în prezent pe Al-Ittihad.
Este fotbalistul care a marcat primul gol de aur la un Campionatul Mondial de Fotbal. A făcut parte din echipa națională de fotbal a Franței care a câștigat Campionatul Mondial de Fotbal 1998 și Campionatul European de Fotbal 2000. Este înlocuitorul lui Raymond Domenech la cârma echipei naționale de fotbal a Franței.
Ca antrenor a câștigat cu Girondins Bordeaux și cu PSG titlul Ligue 1.